# Trani Cup 2009
Il Trani Cup 2009 è un torneo professionistico di tennis maschile giocato sulla terra rossa, che faceva parte dell'ATP Challenger Tour 2009. Si è giocato a Trani in Italia dal 17 al 23 agosto 2009.

## Partecipanti

### Teste di serie
| Nazionalità | Giocatore         | Ranking* | Testa di serie |
| ----------- | ----------------- | -------- | -------------- |
| Belgio      | Christophe Rochus | 63       | 1              |
| Germania    | Simon Greul       | 70       | 2              |
| Austria     | Daniel Köllerer   | 73       | 3              |
| Italia      | Flavio Cipolla    | 116      | 4              |
| Argentina   | Sebastián Decoud  | 136      | 5              |
| Argentina   | Brian Dabul       | 141      | 6              |
| Spagna      | Pere Riba         | 153      | 7              |
| Italia      | Tomas Tenconi     | 157      | 8              |

- Ranking al 10 agosto 2009.

### Altri partecipanti
Giocatori che hanno ricevuto una wild card:
- Carlos Berlocq
- Daniele Bracciali
- Flavio Cipolla
- Filippo Volandri

Giocatori passati dalle qualificazioni:
- Francesco Aldi
- Marco Crugnola
- Stefano Ianni
- Sebastian Rieschick (Lucky Loser)
- Matteo Trevisan

## Campioni

### Singolare
Daniel Köllerer ha battuto in finale  Filippo Volandri con il punteggio di 6–3, 7–5

### Doppio
Jamie Delgado /  Jamie Murray hanno battuto in finale  Simon Greul /  Alessandro Motti con il punteggio di 3–6, 6–4, [12–10]